# Issue (revue littéraire)
Pour les articles homonymes, voir Issue.
Issue était une revue littéraire spécialisée dans les différents aspects de la traduction.

## Historique
Son nom et sa forme sont partie intégrante de son projet qui consiste en une réflexion et une poétique de la traduction. Les cinq numéros parus ont été conçus et dirigés par Éric Giraud, David Lespiau et Éric Pesty, et publiés à Marseille entre 2002 et 2004.